# Left 4 Dead
Left 4 Dead é um jogo multiplayer cooperativo de survival horror e tiro em primeira pessoa inicialmente desenvolvido pela Turtle Rock Studios que passou, no dia 10 de Janeiro de 2008, a fazer parte da corporação Valve. O jogo foi construído pelo Source Engine da Valve e está disponível para PC,  Xbox 360 e Mac OS X. A Certain Affinity é a responsável pela versão do Xbox 360. Left 4 Dead coloca à disposição quatro personagens principais (sendo que dois são controlados pela Inteligência Artificial do jogo no Xbox 360) contra as hordas de centenas de infectados. Estes sobreviventes vivem num ambiente de pandemia apocalíptico, onde terão de enfrentar hordas de infectados a quase todo momento, enquanto que, variavelmente, aparecem outros cinco "chefes" (infectados especiais) com habilidades especiais e únicas que poderão ser controlados pelos jogadores em alguns modos de jogo.
O grande diferencial de Left 4 Dead é que o jogo obriga a cooperação em equipe, em que, para se manterem vivos, os sobreviventes tem de ajudar uns aos outros em pequenos atos de socorrismo cooperando e tornando assim a passagem dos capítulos mais fácil. Para o lado infectado, estes terão de cooperar para impedir os humanos de prosseguirem.
O lançamento de Left 4 Dead, considerado por muitos como o game mais esperado de 2008, ocorreu em 4 de novembro de 2008 para a maior parte do mundo; no Reino Unido o jogo chegou no dia 7 de novembro. O jogo foi primeiramente revelado no natal em 2006 pela PC Gamer UK com um artigo de seis paginas descrevendo as primeiras estratégias dos membros da Valve. O primeiro teaser/trailer deste jogo está disponível na Orange Box e em variados locais da Internet. Left 4 Dead foi testado pela primeira vez na LAN do Showdown 2007 em São José e no QuakeCon 2007.[carece de fontes?]

## Enredo
Left 4 Dead começa na Pensilvânia, após o surto de um vírus letal conhecido apenas como "Green Flu", um vírus altamente transmissível que se manifesta no indivíduo contaminado causando extrema agressão, com um aumento maciço de violência e com a perda de muitas das funções cerebrais superiores da sua vítima.
Duas semanas após a primeira infecção, quatro sobreviventes imunes ao vírus (a estudante Zoey, o veterano de guerra Bill, o motoqueiro Francis e o empresário Louis) tentam sobreviver enquanto atravessam a cidade de Fairfield, quando acabam por descobrir que o vírus está criando novas e ainda mais perigosas mutações. Enquanto conseguem escapar com vida destas inúmeras ameaças, o grupo é alertado por um helicóptero que sobrevoava a área sobre um ponto de evacuação sendo improvisado no heliponto do Hospital Mercy. Cruzando a cidade e enfrentando hordas de infectados, do metrô ao sistema de esgotos, os sobreviventes finalmente são resgatados no telhado do hospital, sendo levados pelo helicóptero que outrora era de uso de um jornal televisivo local.
O piloto deste, porém, estava infectado pelo vírus e prestes a sucumbir a ele, fato que só é notado pelos exasperados sobreviventes quando em pleno ar o vírus finalmente domina o cérebro de sua vítima e o piloto avança violentamente contra Zoey, que havia tomado o assento de co-piloto. A garota no entanto, consegue atirar no infectado fazendo com que a aeronave, que agora está desestabilizada e em rota de queda. O helicóptero eventualmente cai em um distrito industrial fora da cidade.
Com todos escapando milagrosamente apenas com escoriações superficiais, eles partem a explorar o lugar, com isto descobrindo um caminhão de entregas abandonado que havia sido propriamente reforçado (provavelmente por outros sobreviventes). O grupo decide usar o veículo-tanque para escaparem da região de Riverside, e iniciam viagem a bordo deste. Contudo a viagem encontra um entrave ao descobrirem que as estradas para a próxima cidade estavam completamente bloqueadas, impedindo o pesado e volumoso veículo de prosseguir. O grupo vê-se obrigado a abandonar a segurança do blindado e continuarem o caminho a pé. Após alguns acontecimentos - entre eles, um homem mentalmente perturbado e já infectado, através do qual descobrem que a cidade havia sido invadida - os sobreviventes entendem que fugir por terra tornou-se praticamente impossível, e veem-se obrigados a formularem um novo plano. Decidem então que o melhor lugar por onde poderiam esperar por resgate era pelo rio que ladeia a cidade, e prosseguem para um cais próximo. Os sobreviventes conseguem estabelecer contato com um casal, donos de uma embarcação de pesca, que consegue chegar até eles enquanto o grupo enfrenta inúmeros infectados ferozes. Já a bordo do pequeno barco, os amigos tentam descansar enquanto descem pelo rio em direção a próxima cidade. Porém, quando chegam à Newburg, avistam nas margens uma numerosa horda de infectados, todos chocantemente ardendo entre chamas e perdidos em êxtase fanático.
Procurando abrigo em uma grande estufa, seu descanso é interrompido quando um avião militar passa, levando os sobreviventes a viajarem através do distrito industrial da cidade para o Aeroporto Internacional Metro. Ao chegarem no local o grupo fica chocado ao ver que, em uma tentativa de conter a infecção, os militares bombardearam o aeroporto e a pista, porém, a pista está em grande parte intacta, permitindo que os sobreviventes abasteçam e fujam em um avião C-130.
Apesar deste aparente resgate, os sobreviventes, mais uma vez se encontram sozinhos na periferia da Floresta Nacional de Allegheny. Após caminharem por uma série de trilhos de trem através da área, o grupo encontram um posto militar em funcionamento, mas o abandonam. Depois de responder a uma transmissão de rádio, os sobreviventes mais uma vez batalham contra hordas de infectados, antes de um APC militar chega para transportá-los para uma Zona de Segurança localizada a Nordeste, supostamente o único local na área que ainda não foi invadido por infectados.
Depois, em vez de serem levado para a Zona de Segurança Echo, os sobreviventes são levados para uma base militar em Millhaven com ordens de capturar o teste "Tango Mikes" que é como os militares se refere a eles. Eles são informados de que são portadores do vírus e, embora sem sintomas físicos, eles ainda podem infectar outras pessoas. Um alarme soa por um tenente e os sobreviventes são guiados por um comboio de militares que os ajudam a fugir útil. Seus novos amigos são, infelizmente, deixados para morrer por um sobrevivente mais velho que recusa-se a comprometer os seus companheiros sobreviventes, deixando-lhes a deriva.
Os sobrevivente pegam um trem, que tempos depois para em Rayford, Geórgia, uma cidade situada não muito longe de Atlanta. Suas disputas são postas de lado por enquanto, o grupo começa à procurar por um barco para levá-los para Florida Keys, onde acreditam que não estar infectado. A jornada os leva a um veleiro bloqueado por uma ponte levadiça. Os sobreviventes conseguem acionar os três geradores, no entanto, um dos geradores falhou enquanto subiam na ponte. O mais velho dos sobreviventes decide então se arriscar para salvar os outros companheiros e levá-los de forma segura. Ele pula da ponte e volta para o gerador para reinicia-lo. Antes de ligar o gerador, três Tanks furiosos aparecem e para ganhar tempo, ele solta um Motolov sobre si e então reinicia o gerador. Com um mínimo de tempo para subir, ele decide combater os Tanks que o deixaram mortalmente ferido e o mataram.
Para se certificar que seu sacrifício não foi em vão, os três sobreviventes partem para Florida Keys, mas só depois de ajudar outros quatro sobreviventes (da equipe de Left 4 Dead 2), baixando a ponte para deixá-los em seu caminho de Nova Orleans.

## Jogabilidade

### Definições e níveis
São quatro cenários e, em cada, cinco mapas ou "atos" no primeiro lançamento de Left 4 Dead. Esses cenários variam de áreas urbanas à áreas indústrias e rurais, contando com plantações de milho, hospitais, aeroportos, e até mesmo em uma reserva florestal úmida e sombria. Os quatro jogadores terão o controle dos quatro personagens principais do jogo, "Os Sobreviventes". Estes irão passar pelos níveis lutando contra os infectados, que se tratam apenas de humanos infectados com uma fórmula mutante. O objetivo dos quatro atos de cada cenário é fugir de abrigo em abrigo, indicado por grafites na parede e uma porta de incêndio vermelha, onde o jogo poderá ser salvo e para aqueles que morrerem voltar ao ponto de partida. O quinto ato será resistir a uma grande horda de infectados até aparecer um meio de escape possível, podendo ser um carro, tal como um helicóptero e etc. Cada cenário durará entre 45 e 75 minutos.[carece de fontes?]

### Dano, morte e checkpoints
Os sobreviventes não morrerão instantaneamente devido ao dano (exceto no modo Expert com um golpe da Witch), eles serão incapacitados, mas poderão continuar atirando (apenas com as armas secundárias) até que sejam ajudados por outro sobrevivente; caso contrário sangrarão até a morte. Os sobreviventes podem ser incapacitados no máximo duas vezes, após ser incapacitado por duas vezes e ser levantado por outro sobrevivente, a visão do jogador ficará em preto e branco e um som de coração batendo será ouvido pelo mesmo, assim o alertando que não poderá ser incapacitado novamente. O movimento e a velocidade são afetados pelos ferimentos e ao prolongar das dores que faz com que os feridos caiam até que seja administrado curativo ou tomando medicamentos para as dores. Os pontos de partida, "checkpoints", ajudam fazendo-o renascer perto de onde se morreu. Sempre que um sobrevivente atingir um checkpoint os outros irão aparecer por perto ou, no pior dos casos, em armadilhas. Em Left 4 Dead a tradicional opção de "friendly fire" não poderá ser desativada. Mas, quanto menos vida um membro de equipe tiver, menor será o dano causado pelo "fogo amigo". Se todos os sobreviventes forem incapacitados ou mortos, o jogo retornará para o último checkpoint.

## Sobreviventes
Existem quatro jogadores humanos no jogo, em que cada um é diferente e têm aparências diferentes para tornar fácil uma rápida identificação de cada um. Cada jogador é atribuído aleatoriamente a uma personagem quando se juntam a um servidor e cada jogador tem as mesmas habilidades e pode usar as mesmas armas.
Estes são o Louis, um personagem marcante por conversar bastante durante o jogo e está sempre disposto a ajudar no que for possível. Antes da infecção trabalhava como vendedor de peças eletrônicas; Francis, um motociclista coberto de tatuagens com personalidade forte e sempre disposto a defender os companheiros mas odeia a maioria dos lugares, objetos e veículos; Zoey, filha adolescente de uma família rica, dublada por Alésia Glidewell; e Bill, um veterano da Guerra do Vietnã com habilidades de combate que o ajudaram a manter-se vivo, é também o mais velho dos sobreviventes. Em Left 4 Dead 2, ele se sacrifica na campanha "The Sacrifice".
Ao todo são apenas quatro personagens jogáveis, que vão aparecendo enquanto passa a campanha com o objetivo de te ajudar a escapar. Este jogo é de cooperação e está programado de forma a que só se consiga jogar em equipes favorecendo a oportunidade de sobrevivência, de ambas equipes.

### Coordenação e comunicação na equipe
Os sobreviventes podem comunicar-se entre si através de comandos automáticos pelos menus rápidos de voz. O jogador acaba fazendo um certo barulho quando executa certas ações como carregar as armas ou usar a luneta. Cerca de 1000 linhas únicas foram gravadas para cada sobrevivente.
A versão para Xbox 360 retirou a opção dos comandos rápidos de voz a favor do uso do HeadSet. Os sobreviventes também podem se verem através das paredes com linhas contornantes fluorescentes para tornar fácil os encontros entre si.

## Armas
As armas de Left 4 Dead são bem variadas, incluindo pistola, rifles, escopetas, explosivos, dentre outras. Ao iniciar uma campanha, as armas disponibilizadas inicialmente são mais "básicas" mas vão evoluindo no decorrer do mapa. Quando surgem os inimigos, todas as armas e itens que o jogador estiver na mão, inclusive pacotes médicos, podem ser usadas para "empurrar" os adversários em combate de curta distância. Estes empurrões fazem danos minoritários mas podem matar com um toque desde que seja executado quando um infectado se encontra desprevenido ou a atacar um sobrevivente. As armas foram feitas para se assemelhar àquelas do Counter-Strike: Source, mas com um recoil melhorado.
- Pistolas Colt M1911 calibre .45 - são usadas principalmente como armas da sustentação ou de emergência. Se uma segunda pistola de mão for encontrada, podem ser usadas uma em cada mão. Quando um sobrevivente é abatido, a única arma que o pode ser usada é ela, mas a exatidão é extremamente diminuída neste estado, como é de esperar. Essas pistolas têm recarregamentos infinitos, com capacidade de 15 munições (no caso de duas pistolas, uma em cada mão, são 30 munições ao todo).
- Escopeta Remington 870 - tem um tempo de recarga considerável, ainda que propicie grande dano por seu calibre 12. Tem uma máximo de 8 balas por pente antes de recarregar por completo.
- Escopeta semiautomática Benelli M4 Super 90 - Escopeta semiautomática que tem recuo bem menor que a escopeta normal, disparando bem mais rapidamente, tendo capacidade de 10 balas. Ela é uma arma devastadora a curta distância.
- Submetralhadora Uzi - Faz danos leves e progressivos. Suporta cerca de 50 cartuchos e tem boa precisão em disparo de curta/média distância.
- Fuzil M16 - rifle de assalto preciso e danosa, com 50 balas por pente e 360 no total.
- Fuzil M14 -  rifle de precisão semi-automático muito poderoso, possuindo uma mira-telescópica que lhe garante a melhor exatidão possível, sendo ainda suavemente boa sem necessitar obrigatoriamente da mira ativada.
- Cocktail Molotov - Pode ser arremessado a longas distâncias queimando tudo o que atinge, parecendo criar tochas de fogo na superfície e mata instantaneamente zumbis comuns que entram em contato com o fogo. Zumbis especiais ficando pegando fogo até morrerem, perdendo vida continuamente.
- Pipe Bomb - emite um bipe  que chama a atenção de todos os zumbis comuns por perto, sendo extremamente poderosa e perigosa devido ao tamanho da explosão.

Durante certas fases do jogo a equipe terá à disposição uma metralhadora giratória, onde normalmente você encontra em partes onde tem hordas de zumbis ou Tanks.

## Infectados

### Infectados Comuns
Infectados Comuns, como o nome indica, são o inimigos mais comumente encontrados durante o jogo e são também os mais fáceis de abater. Eles são mais parecidos com os antagonistas do filme Extermínio do que com os típicos zumbis dos cinemas. Eles são exclusivamente controlados pela IA do jogo e bastante fracos. Sua força reside em sua tendência em atacar em grandes grupos de até várias dezenas de infectados, conhecido como a Horda.
No entanto, o perigo que eles representam não deve nunca ser subestimado. No modo de dificuldade Expert infectados comuns podem facilmente derrubar um sobrevivente atacando com toda garra reduzindo sua saúde consideravelmente, 20 (10 se bater por trás), ao contrário do modo Fácil (1 de frente, 0.5 de trás), Normal (2 e 1) e Avançado (5 e 2.5). Mesmo sendo capazes de ignorar a dor, infectados ainda podem ser mortos muito facilmente. Eles são capazes de subir escadas e objetos de escala, bem como quebrar frágeis paredes e portas. Eles não podem quebrar a porta da Safe Room de início (ao contrário do Tank), por isso os sobreviventes ficam relativamente seguros dentro de uma safe Room fechada. Este tipo de infectados são atraídos por luzes, barulhos altos, tais como alarmes de carros, ou pelo vomito dos Boomers. Eles apresentam falta de auto-preservação, mas não parecem ter alguma inteligência, como na campanha Hard Rain; a Horda ataca o grupo quando a tempestade fica mais forte e não há um mínimo de visibilidade (o aumento da agressividade dos infectados nessa hora pode se explicado, talvez, pelo fato deles serem atraídos pelos relâmpagos e o barulho da tempestade).
Ao longo de Left 4 Dead, a aparência física e as roupas dos Infectados Comuns são consistentes com a posição em particular do local que está sendo visitado. Por exemplo, no Hospital Mercy, os infectados são a equipe médica, pacientes e pessoal de manutenção, enquanto no Aeroporto Internacional Metro os Infectados Comuns incluem os funcionários do aeroporto, executivos, pilotos e tripulação.
Em locais mais neutros, como Riverside ou a Fazenda Daughtery, os infectados comuns aparecem como genéricos de "todo mundo", incluindo soldados vestindo camuflagem, operários e trabalhadores de escritório, adultos, jovens, e idosos de meia-idade e todos em ambos os sexos. O mesmo princípio aplica-se a Left 4 Dead 2, mas dadas as diversas localidades do jogo, o intervalo de variação física apresentada é consideravelmente maior em relação ao Left 4 Dead.
Eles foram inspirados pelas hordas do filme 28 Days Later de 2002.
A Horda
Uma horda é um grande grupo de Infectados Comuns (às vezes incluído Infectados Incomuns) que irá apressar os sobreviventes em intervalos aleatórios durante os finais de cada estagio ou como uma resposta ao vômito do Boomer, Pipe bombs, ou a ruídos de alta-frequência (tais como alarmes de carros) e/ou luzes brilhantes (as próprias lanternas dos sobreviventes), a maioria dos ruídos ou alarmes dos carros irá atrair a atenção deles e desencadear eventos de pânico.

### Infectados Incomuns
Left 4 Dead 2 introduziu seis novos tipos especiais (sete, contando "Jimmy Gibbs Junior"), de infectados comuns conhecidos como "Infectado Incomumente Comum", "Incomumente Comum", ou simplesmente "Infectado Incomum". Cada Infectado Incomum é designado exclusivamente para a campanha que ele aparece. Cada um deles possui a sua própria habilidade especial que os tornam um pouco mais perigosos do que Infectados Comuns. A campanha Dead Center apresenta os agentes infectados da CEDA (que são imunes ao fogo e podem ter Bile bombs presas a eles), e Jimmy Gibbs Junior, a campanha The Passing apresenta o Fallen Survivor (que pode levar alguns itens de cura # Kit de primeiros socorros, Molotov, Pipe bomb ou Analgésicos), a Dark Carnival apresenta o Palhaço Infectado (que têm sapatos rangentes que atraem infectados comuns), a Swamp Fever apresenta os Mudmen (cada golpe deles cega um pouco a visão de um sobrevivente, mas também o ajuda a rastrear mais rapidamente o sobrevivente atacado em torno dos quatro), a Hard Rain os Trabalhadores Infectados (que têm protetores de ouvido, que os impedem de seguir as Pipe bombs e que, estranhamente, são imunes à atração da Bile bomb, mas somente se ela não atingir um infectado), e os infectados incomuns da campanha The Parish são policiais de choque (que só podem ser mortos, atacando-os pelas costas, devido ao seu uniforme).

### Infectados Especiais
Os Infectados Especiais foram fortemente transformados pela "Green Flu", dando-lhes "habilidades melhores". Cada um geralmente tem uma capacidade única que um sobrevivente não podem enfrentar sozinhos, tornando-os verdadeiros trabalhadores em equipe neste jogo. Eles não são atraídos por alarmes de carro ou barulhos alto e tem um maior grau de inteligência do que os Infectados Comuns e Incomuns, sendo capazes de fugir de emboscadas se necessário. Eles também são mais agressivos do que os Infectados Comuns, ao avistar os sobreviventes eles vão persegui-los e ataca-los ativamente ao invés de passivamente sentarem-se em um estupor perturbado (exceto a Witch e o Tank, que aguardam os sobreviventes para atacá-los). Eles são mortais para sobreviventes solitários que se separam do grupo, mas podem ser evitados e derrotados através da comunicação e sinergia. O director é capaz de cria-los a qualquer momento de acordo com a dificuldade e como os sobreviventes estão agindo.
Sete dos infectados especiais podem ser controlados pelos jogadores nos seguintes modos de jogo: Versus, Realism Versus, Scavenge e várias  Mutations.
- Boomer  - Os Boomers são Infectados Especiais gordos que regurgitam um denso jato de vômito nos sobreviventes, a substância cega temporariamente e atrai Infectados Comuns para eles. A uma certa distância, os Boomers não são uma grande ameaça, devido o seu grande tamanho e baixa saúde, fazem deles um alvo fácil contra qualquer arma de médio ou longo alcance. No entanto, se dentro de um faixa pequena de distância, eles podem vomitar nos sobreviventes, atraindo a Horda. Quando os Boomers morre, eles explodem cobrindo todos os sobreviventes que estão perto o suficiente com o que sobrou do vômito em seu interior, cegando-os e fazendo-os, às vezes, acertarem uns aos outros nos tiroteios. Percebe-se um notória dificuldade para abatê-los apenas no modo de dificuldade Expert, onde eles são capazes de suportar um tiro de um rifle sniper. Pode-se perceber a presença de Boomers em uma área devido a sua grande tendência a gorgolejar, algo que fazem constantemente. Em Left 4 Dead 2, há versões femininas dos Boomers, embora o gênero não tenha nenhum efeito na jogabilidade.
- Hunter  - Os Hunters são Infectados Especiais que não sofreram tantas mutações no lado exterior do corpo. Eles são extremamente rápidos e ágeis, capazes de escalar e pular paredes e muros rapidamente. Além disso, eles podem atacar os sobreviventes muito rapidamente, arranhando seu abdômen até que a vítima seja morta ou que o Hunter seja derrubado ou morto por outro sobrevivente. Eles não são os fisicamente mais infectados, ainda possuindo uma aparência robusta, porém com saúde relativamente baixa e, portanto, não é preciso muito para matá-los. Quando os Hunters se agacham em preparação para atacar, eles rosnam ferozmente, "avisando" a todos os sobreviventes nas proximidades que os avistou. No entanto, quando estão de pé eles não fazem barulho sendo os únicos Infectados Especiais que podem permanecer em silêncio absoluto. Em Left 4 Dead 2, eles podem ser mortos com uma arma branca, enquanto agachado apontando para cima e dando o golpe no momento exato, mas isso é bastante difícil, pois o tempo é vital e é mais fácil matá-los à distância com uma arma de médio poder de fogo. Ao receber um tiro, pula para escapar.
- Smoker - Os Smokers são uma classe de infectados capazes de armar emboscadas e estrangular os sobreviventes com sua língua comprida, semelhante ao Barnacle de Half-Life. A ajuda de outro sobrevivente é obrigatória para fugir de um Smoker (mas se rápido o suficiente, é possível, embora difícil, mata-los, mesmo que já tenha pegado o jogador). Como o nome indica, Smokers emitem fumaça quando mortos, prejudicando a visão dos sobreviventes. Um Smoker também tosse com frequência, deixando os sobreviventes saberem quando ele está na área. Os Smokers podem arrastar para perto deles os jogadores que ele conseguiu capturar com sua língua e os esmurrando quando perto o suficiente, mas eles permanecem parados não podendo se mover. Os Smokers também são momentaneamente paralisados durante alguns segundos depois de ter sua língua cortada por outro sobrevivente. Em Left 4 Dead 2, o Smoker tem seis línguas, mas isto não tem qualquer efeito na jogabilidade.
- Tank -   Os Tanks são os maiores, mais fortes (e mais temidos) dos infectados, sendo razoavelmente rápidos, sendo retardado apenas se atingido com uma grande quantidade de tiros de armas automáticas ou quando incinerado (apenas no modo Versus em Left 4 Dead e Cooperativo de Left 4 Dead 2). Ele é o único "Boss Infected" (Chefe Infectado) controlável no modo Versus. Se todos os sobreviventes estiverem com 40% de saúde ou acima disso (incluindo a saúde adquirida com comprimidos analgésicos ou a Adrenaline Shot) poderão correr do Tank, que talvez não seja capaz de pegá-los, devido aos sobreviventes correrem ligeiramente mais rápido (a menos que o Tank em questão seja controlado pela IA de Left 4 Dead). O Tanks tem uma força incrível e uma resistência fora do comum, seus golpes podem fazer com que os sobreviventes praticamente voem e, ao caírem no chão, fiquem temporariamente indefesos, já no modo Expert, um golpe do Tank os deixará incapacitados imediatamente. O golpe pode levar sobreviventes a altos riscos de morte. Eles também são capazes de atirar pedaços de concreto ou troncos de árvores que eles arrancam do chão, atordoando momentaneamente os sobreviventes atingidos e causando os mesmos danos que um soco. Eles também pode lançar grandes objetos na direção dos sobreviventes com força suficiente para derrubá-los instantaneamente. No entanto, o Tank vai morrer dentro de 30 a 45 segundos se incinerado (variando com a dificuldade), exceto no modo Versus. Quando controlado por um jogador, o Tank tem um "Controle Medidor" que, a menos que o jogador seja capaz de localizar os sobreviventes e golpear um deles, o medidor de controle do Tank vai começar diminuir lentamente e, uma vez que se esgote, o jogador perderá o controle do Tank para outro jogador aleatoriamente, quando dois jogadores perdem o controle do Tank ele passa ser controlado pela IA. Quando parado, o som que avisa a presença de um Tank é a sua respiração pesada. Uma vez que ele perceba a aproximação dos sobreviventes, o Tank começa a rugir furiosamente e uma música dramática começa a tocar e quando ele está perigosamente perto, a tela começará a tremer, a ele começar a rosnar os sobreviventes começam a se preparar .
- Witch -  As Witches geralmente aparecem algumas vezes por campanha e são completamente passivas, a menos que provocadas por luzes (lanterna), tiros, ou por sobreviventes próximos. Os tiros das pistolas não vão provocá-la facilmente, mas, se acertada, ela vai fazer grandes estragos. Elas são muito poderosas, capazes de incapacitar o sobrevivente atacado com apenas um golpe em todos as dificuldades do jogo e matá-lo com apenas alguns golpes depois de incapacitá-lo (exceto na dificuldade Expert, onde um golpe dela faz com que o sobrevivente sofra morte imediata). Quando o director gera uma Witch, uma fraca trilha musical vai tocar, (esse é o tema da Witch), permitindo que os veteranos do jogo consigam rapidamente se preparar para o "obstáculo". Quando incomodada a Witch torna-se agressiva e persegue o sobrevivente que atacou/alertou ela, uma música diferente irá tocar alertando os sobreviventes sobre a Witch enfurecida. Mesmo que as Witches possam ser mortas, é melhor evitar perturba-las, a menos que seja absolutamente necessário. Os meios mais comuns de incomodá-la são quando se fica perto dela por muito tempo ou quando , por acidente, se acerta ela por um tiro. A lanterna vai acelerar sua taxa de agitação, quando ela se levantar rapidamente com uma lanterna brilhando perto (ou sobre) ela. Se o jogador atacá-la, ou se alguém assusta-la, aparecerá a seguinte mensagem na tela: "[nome do sobrevivente] startled the Witch" ([nome do sobrevivente] incomodou a Witch). Se um Infectado Especial como o Smoker ou um Hunter fica muito perto da Witch e o jogador tentar atingi-la, a mensagem vai dizer: "You startled the Witch! Best not to disturb her next time." (Você incomodou a Witch! Melhor não incomodá-la na próxima vez).

### Jogando com os infectados
Quatro jogadores adicionais podem controlar as evoluções dos infectados, cada uma com habilidades únicas, podendo jogar junto com os infectados comuns controlados pela inteligência artificial. Apenas um Boomer, um Smoker e dois Hunters são permitidos de cada vez, os jogadores terão de escolher o infectado e esperar até que ele renasça. Os jogadores poderão controlar também o Tank , mas só estará disponível algumas vezes durante cada cenário e com um determinado limite de tempo. Um alerta especial será dado aos jogadores quando a opção de escolher o Tank estiver disponível. Os zumbis têm a habilidade de ver os sobreviventes através de paredes até uma certa distância, quando algum sobrevivente estiver correndo, com a lanterna ligada ou falando poderá atrair a atenção deles. Os zumbis podem também enxergar no escuro, ao contrário dos sobreviventes que dependem da lanterna. Se o jogador escolher jogar como infectado e morrer, levará mais ou menos 20 segundos para retornar ao jogo. O jogador pode escolher o lugar onde "renascerá". Através dos níveis, apenas os infectados conseguem ver certos símbolos específicos para escalar edifícios, muros, cercas, colunas, etc. Estes edifícios podem ser usados pelos infectados para criar emboscadas, especialmente devido à sua imunidade quanto a quedas. A Witch não é permitida ser controlada pelos jogadores, sendo denominada pela Valve como "PVD" (Potentially very dangerous).

## Xbox: versão de instalação
Existem inúmeras maneiras de jogar Left 4 Dead no Xbox 360. Os utilizadores do Xbox live vão poder utilizar entre cooperação de 2-4 jogadores no modo single e para o estilo death match online cenários do tipo 2-8 jogadores. O jogo suporta também split screen e system link features. Utilizadores do Xbox sem o Xbox Live podem também jogar em cenários ou o multiplayer death match.

## Inteligência Artificial
A IA de Left 4 Dead permite que o jogo seja jogado por pouco menos de quatro jogadores, tornando outros sobreviventes em NPC's, bots que irão seguir os outros sobreviventes controlados pelos jogadores. Os zumbis-mutantes irão também ser jogados pela inteligência artificial, se tiverem menos de quatro jogadores na equipa infectada.
A IA de Left 4 Dead é aclamada por ser a mais convincente para que o jogador não distingua o bots do jogador real, dando a parecer um jogo completamente cooperativo entre rede.

### O director
A IA tem uma característica bastante importante no seu sistema dinâmico de drama, tornando-o fácil e difícil é chamado "o director". Em vez spawn points fixos para os inimigos e aliados, a IA director coloca-os aleatoriamente em diferentes posições, criando uma nova experiência em cada round, que permitirá também balançar os momentos de ação e de intensa calma. Quando a IA Director sentir que os jogadores estão a enfrentar períodos de lutas particularmente intensas, ela vai descer o grau de dificuldade e depois de uma luta de ação suficiente o director irá mandar mais inimigos para aumentar o drama outra vez.

### Sistema de proezas
Left 4 Dead inclui também no Steam um sistema de arquivos, que gravará as proezas dos jogadores, realizações e feitos. Haverá também diferentes privilégios para ambas "equipes" de jogo:
- Os sobreviventes receberão méritos na conclusão de cada cenário por acabar o cenário sem utilizar curativos, itens ou até mesmo a lanterna, ajudarem-se uns aos outros quando estão em apuros ou ajudarem particularmente a salvar um membro de equipa de uma emboscada.

Os sobreviventes perdem méritos por cometerem erros de jogabilidade interna, tais como disparar num membro de equipe, matar um boomer perto dum aliado, andarem a fazer friendly fire propositadamente causando a morte instantânea do membro de equipe sem dar descanso aos restantes membros de equipe.
- Os infectados receberão méritos na conclusão de cada cenário por acabar o mapa matando maior número de sobreviventes possíveis através das suas habilidades especiais ou por realizarem emboscadas em equipe, causando a morte através do susto e pânico.

Os infectados perdem méritos por afetarem os próprios membros de equipe, ou matando-os ou por andarem sempre a provocar dano-aliado ou propositadamente ajudarem os sobreviventes a ganhar.

## Desenvolvimento

### Gráficos
Motor Source - "Em complemento dos novos dados, características e estatísticas, nós estamos também a trabalhar para que a Valve inclua suporte de processadores multi-core. Nós adicionamos animação baseada-em-physics no Source para coisas tais como o Boomer cheio de sangue na sua barriga mórbida e flexível, cabelo flexível ao movimento natural e partes flexíveis do vestuário. Nós também estamos a trabalhar com um sistema novo de partículas que vem para o Source fazer efeitos realçados. E isto é apenas o que vem para o primeiro lançamento." - Valve's Michael Booth.
Left 4 Dead tira vantagem do suporte multicore de várias maneiras (não só apenas do sistema de partículas). O novo "Extenso HDR", alta precisão mais os pontos de flutuação calculados usados nas placas gráficas de ultima geração também estarão disponíveis em Left 4 Dead.

### GUI
O HUD do jogo permite aos jogadores verem quanta vida têm, munições, e equipamento que lhes falta. Os jogadores poderão também ver o nome dos jogadores de equipa, a imagem do jogador, a quantidade de vida, equipamento de cada, e quando eles se encontram em perigo, afogar, ou a morrer.

### Consciência
O jogo mostra características de corpo que fará possível a visualização do seu próprio corpo quando olham para baixo, coisa que no departamento anterior da Valve não se permitia colocar em possibilidade nos jogos, apenas viam o chão, mas no Left 4 Dead poderás ver pouco mais que as pernas e outras partes tais como os braços e ancas.

## Recepção
Left 4 Dead recebeu análises altamente positivas da crítica. No GameRankings, o game recebeu pontuação agregada de 89.44% e 89.43%, para Xbox 360 e PC respectivamente, e uma pontuação de  89 de 100 tanto para Xbox 360 quando para PC, no Metacritic. O IGN afirmou: "É quase perfeita a maneira como captura a tensão e ação de um filme de zumbi de  Hollywood", e passou a descrevê-lo como "muito possivelmente o shooter cooperativo perfeito." O Giant Bomb comentou que a Source engine estava começando a mostrar sua idade, mas elogiou o uso de iluminação e efeito cinemáticos que dá  ao mundo do jogo "um sentimento de abatimento, desolação", bem como as faces emotivas e realísticas e a cativante direção de arte.
A Eurogamer concluiu que Left 4 Dead "é outro shooter da Valve profundamente profissional e cheio de personalidade." IGN e GameSpot louvaram sua longevidade, mas a Gamespot criticou a "limitada seleção de mapas" que pode "ser um pouco repetitiva as vezes". O GameSpy notou que a falta de uma narrativa geral entre as campanhas foi decepcionante. Contudo, alguma analistas elogiaram a fidelidade ao gênero de filmes de zumbi, incluindo a "deliberadamente ambígua" história de fundo, e o montante de caracterização e emoção promovidos por cada um dos quatro sobreviventes. O TeamXbox comentou que as questões de recorte ferem a outrora experiência visual "incrivelmente boa". Hideo Kojima, criador da série Metal Gear declarou em uma entrevista ao 1UP.com que ele estava "viciado no jogo", o qual era, em sua visão, um dos "principais títulos feitos com pessoas da indústria do cinema   que exploram com profundidade a alta definição".